# Hodges Point
Der Hodges Point ist eine felsige Landspitze an der Foyn-Küste des Grahamlands auf der Antarktischen Halbinsel. Sie läuft in einem schwarzen und hierdurch markanten Kliff aus und liegt 10 km ostnordöstlich des Kap Northrop. Auf der Landspitze ragen zwei 940 m bzw. 960 m hohe Zwillingsgipfel auf.
Luftaufnahmen entstanden bei der United States Antarctic Service Expedition (1939–1941). Der Falkland Islands Dependencies Survey kartierte sie zwischen 1947 und 1948. Das UK Antarctic Place-Names Committee benannte sie 1974 nach Ben Hodges (* 1936), der für den British Antarctic Survey zwischen 1963 und 1964 an der Erkundung des Larsen-Schelfeises beteiligt war.